# سیارک ۳۶۸۵
سیارک ۳۶۸۵ (به انگلیسی: 3685 Derdenye، نامگذاری:1981EH14) سه هزار و ششصد و هشتاد و پنجمین سیارک کشف شده‌است که در ۱ مارس ۱۹۸۱ کشف شد.
قدر مطلق سیارک برابر ۱۳٫۳۰ است.